# Queenstown (Südafrika)
Queenstown, seit 2016 offiziell Komani, ist eine Stadt in Südafrika in der Gemeinde Enoch Mgijima, Provinz Ostkap und ist Handels-, Verwaltungs- und Schulzentrum einer landwirtschaftlich geprägten Region. Sie ist nach der britischen Königin Victoria benannt. Queenstown liegt rund 100 Kilometer von der Küstenstadt East London entfernt.

## Geographie
2011 hatte die Stadt 43.971 Einwohner. Die unmittelbar benachbarten Townships Mlungisi und Ezibeleni hatten
24.901 bzw. 30.113 Einwohner.
Der Innenstadtbereich hat eine gute Infrastruktur mit großen Häusern, von Bäumen gesäumten und asphaltierten Straßen. Die ehemaligen Townships verfügen über eine schlechte Infrastruktur, die Regierung hat jedoch Kapital zur Verfügung gestellt, um sie zu verbessern und Unterkünfte zu errichten. Um 2000 wurden mehr als 3.000 kleine Häuser errichtet.
Queenstown liegt in einem Tal, umgeben von Hügeln. Das Klima ist gemäßigt. Am Rande der Siedlung ist nach Plänen des Landschaftsarchitekten Walter Everitt eine Gartenanlage (Walter Everitt Sunken Garden) mit Wasserflächen errichtet worden. Queenstown gilt auch wegen ihrer zahlreichen grünen Grundstücke als Gartenstadt im Ostkap.
Die Stadt wurde um einen sechseckigen Platz herum gebaut, in dessen Mitte eine feuerbereite Kanone stand. Sechs Straßen verlaufen sternförmig vom Zentrum aus – sie sollten ursprünglich als freie Flugbahn für das Kanonenfeuer dienen. Das Frontier Museum beherbergt eine Sammlung, die Zeugnis über den Lebensstil der Pioniere in den frühen Jahren des 18. Jahrhunderts gibt.

## Geschichte
Früher war Queenstown, wie alle südafrikanischen Städte, in einen von Weißen bewohnten Bereich geteilt, der viele Annehmlichkeiten bot, und den schwarzen Bereich, auch Township genannt, der vernachlässigt wurde. Zu der Zeit der Wahl 1994 lebten rund 20.000 Weiße und Coloureds in Queenstown. In den Townships lebten etwa 80.000 Schwarze. Nach dem Ende der Apartheid zogen einige Schwarze in das ehemals „weiße“ Viertel. Zugleich verließen viele Weiße die Stadt. Infolge dieser Entwicklungen waren gemäß der Volkszählung 2011 von 43.971 Einwohnern 81,8 % der Bevölkerung Schwarze, 10 % Couloureds, 6,5 % Weiße, 1,1 % Asiaten und 0,1 % anderer Herkunft.

## Wirtschaft und Infrastruktur
Es gibt keine Industriebetriebe in der Region, und die Arbeitslosigkeit ist sehr hoch. Queenstown liegt an der Bahnstrecke von Johannesburg nach East London und ist über die Nationalstraße N6 erreichbar.
Queenstown ist Bischofssitz des römisch-katholischen Bistums Queenstown und besitzt einen Campus der Walter-Sisulu-Universität.

## Umgebung
In unmittelbarer Nähe der Stadt liegt das Lawrence-de-Lange-Naturreservat an den Hängen des Madeira Mountain. Dort gibt es unter anderem Blessböcke, Springböcke und Zebras. Der Bongolo-Damm bietet viele Möglichkeiten für Wassersport. In den umliegenden Bergen findet man zahlreiche Felszeichnungen der San.

## Söhne und Töchter der Stadt
- Todd Matshikiza (1921–1968), Journalist, Komponist und Jazzpianist
- Harry Schmidt (1916–1977), Moderner Fünfkämpfer
- Charles Winslow (1888–1963), Tennisspieler

## Persönlichkeiten
- Maria Kunz (1899–1985), Schweizer Ärztin und Entwicklungshelferin